# Badr (Kair)
Badr (arab. بدر) – miasto w Egipcie, w muhafazie Kair. W 2006 roku liczyło 17 158 mieszkańców.